# Белобокий батис
Белобокий батис (лат. Batis molitor) — вид воробьиных птиц из семейства сережкоглазок. Выделяют четыре подвида.

## Таксономия
Формируют комплекс видов с некоторыми другими членами рода Batis.

## Распространение
Обитают в южной части Африки на территории Анголы, Ботсваны, Бурунди, Республики Конго, Демократической Республики Конго, Габона, Кении, Лесото, Малави, Мозамбика, Намибии, Руанды, ЮАР, Южного Судана, Эсватини, Танзании, Уганды, Замбии и Зимбабве.

## Описание
Длина тела 11-13 см. Вес до 14 г. Окрашены контрастно в чёрный, серый и белый цвета. Самка отличается от самца наличием каштанового «передника», а также каштанового треугольника на горле.

## Биология
Питаются членистоногими, особенно активно — насекомыми.